# Castanho mordente 65
Castanho mordente 65 ou castanho cromo ME é o composto orgânico, corante azo-composto, de fórmula C26H19N6NaO6S e massa  molecular 566,52. Classificado com o número CAS 5852-26-6 e C.I. 28670. É solúvel em água produzindo solução vermelho acastanhada. Em ácido sulfúrico concentrado produz solução azul ou vermelha brilhante.

## Obtenção
É obtido pela diazotação do ácido 3-amino-4-hidroxibenzenossulfônico e copulação com 7-aminonaftalen-2-ol, o produto novamente diazotado, e copulação com 3-metil-1-fenil-1H-pirazol-5(4H)-ona.